# Patient Porky
Pour plus de détails, voir Fiche technique et Distribution.
Patient Porky (1940) est un cartoon des Looney Tunes réalisé par Bob Clampett et mettant Porky Pig aux prises avec un chat dans un hôpital, avec Bugs Bunny en invité surprise.

## Résumé
Le cartoon nous présente la vie dans un hôpital qui soigne des animaux : une opératrice téléphonique met en relation les malades avec leur docteur. Le liftier s'arrête à tous les étages, où il s'avère que les malades sont regroupés dans ces étages en fonction de l'ordre alphabétique de leur maladie : tous ceux dont le nom de la maladie commence par A sont au 1er étage, par B : au 2e étage, etc. Un tableau noir montre le nombre des naissances... Les jeunes lapins sont les plus nombreux ! Arrive Bugs Bunny en coup de vent, qui augmente encore le résultat des lapins d'un coup de craie. Le vieux docteur hibou vient s'enquérir de la santé d'un jeune hibou devenu aphone. Ce dernier essaye de lui répondre malgré son manque de voix. Mais comme le docteur n'entend toujours pas, il finit par... hurler. Le docteur continue sa visite en faisant passer une radiographie à un autre patient à la jambe fracturée. La radiographie révèle que les os se « recousent », au sens propre. Un chat malade joue avec les nerfs d'un hippopotame, qui a avalé un piano. Ce même chat se prend pour un médecin et veut soigner Porky Pig, malade d'avoir mangé un gâteau d'anniversaire tout entier. Le chat essaye d'ouvrir le ventre de Porky avec une scie devant toute une assemblée d'étudiants. Porky s'enfuit alors jusque chez lui, dans son lit. Le chat le retrouve, mais il ne peut mettre son plan à exécution, car Porky a collé un avis  « ne pas ouvrir avant Noël » sur lui. Le chat obéit. Il s'installe cependant à côté de Porky dans le lit, bien décidé à attendre le temps nécessaire.

## Fiche technique
- Titre : Patient Porky
- Réalisation : Bob Clampett
- Scénario : Warren Foster
- Montage : Treg Brown (non crédité)
- Musique : Carl W. Stalling
- Producteur : Leon Schlesinger
- Société de production : Leon Schlesinger Studios
- Distribution : 1940 : Warner Bros. Pictures - 2007: Warner Home Video (USA) (DVD)
- Pays d’origine : États-Unis
- Langue : Anglais
- Format : 1,37 :1, noir et blanc
- Durée : 6 minutes
- Date de sortie : 1940

## Distribution
Personne n'est au générique.
- Mel Blanc	: Porky Pig, Bugs Bunny, Dr. Chilled Air, Oliver Owl, opérateur d'ascenseur, lapin, chien écossais, vendeur de programmes
- Sara Berner :	opératrice téléphonique
- Ben Frommer : autres voix

## Bugs Bunny
Bugs fait un caméo dans ce cartoon. Il se présente ici sous une forme hybride entre le lapin de Tex Avery dans A Wild Hare et le lapin blanc de Prest-O Change-O.

## Une parodie
Patient Porky est une parodie de la série de films cinématographiques : Doctor Kildare, qui donnera suite à une série télévisée : Le Jeune Docteur Kildare. Dans la série originale Kildare, on suit un interne médecin novice qui gagne en expérience face à un docteur chevronné.     
Le chat se présente sous la dénomination de « Young Dr. Chilled-Air », qui est un jeu de mots avec Dr. Kildare.

## Animateur
- Norman McCabe : chargé d'animation

## Orchestration
- Carl W. Stalling : directeur musical
- Milt Franklyn  : chef d'orchestre (non crédité)